# Секст Карминий Вет (консул 116 года)
Секст Карминий Вет (лат. Sextus Carminius Vetus) — римский государственный деятель начала II века.
Его отцом был консул-суффект 83 года Секст Карминий Вет. В 116 году Вет занимал должность ординарного консула с Луцием Фунданием Ламией Элианом.
Его сыном был консул 150 года Секст Карминий Вет.